# Centaurea erinacella
Centaurea erinacella — вид квіткових рослин айстрових (Asteraceae). Ендемік Ірану.